# Aurelia aurita
La medusa común (Aurelia aurita), también conocida como  medusa sombrilla, medusa luna, medusa platillo o medusa de cuatro ojos  es una especie de medusa de la clase de los escifozoos, una de las más abundantes. Su distribución es cosmopolita, hallándose en aguas de todo el mundo excepto en las muy frías de los polos.
En Asia, particularmente en China e Indonesia se utiliza para consumo humano. El modo más habitual de comerla es después de haberla hervido y macerado con aceite de sésamo.

## Descripción
Tiene un cuerpo circular, en forma de copa. El diámetro de su umbrela varía entre 250 y 400 mm.
Su endodermo es de color blanco y transparente, y su ectodermo, también transparente, es a menudo ligeramente azulado o rosado. Su umbrela está rodeada por cientos de largos y delgados tentáculos filamentosos y urticantes, que capturan y paralizan el zooplancton del que se alimenta, por lo que también puede atraparlo sobre la umbrela, gracias a un mucus pegajoso por el que se desliza hasta su boca. Sus numerosas terminaciones nerviosas, blancas, son visibles en su endodermo, desde el centro hasta el borde de la umbrela. Posee cuatro gónadas de herradura dispuestas simétricamente alrededor del centro del endodermo. En los machos, las gónadas son blancas o amarillas, y en las hembras, rosas o moradas. Posee también cuatro tentáculos bucales translúcidos que rodean su manubrio (apéndice bucal).
Nada contrayendo su cuerpo en ondulaciones regulares. Se la encuentra tanto en alta mar como cerca de la costa, solitaria o en grupos. Frecuentemente viaja a la deriva con el plancton, dejándose arrastrar por la corriente. A veces es lanzada a tierra en gran número, pues no es una nadadora especialmente poderosa y vive en aguas superficiales de todos los mares del mundo.
Esta medusa es prácticamente inofensiva para los seres humanos, ya que el único síntoma que se ha reportado después de su picadura ha sido la Inflamación E irritación de la zona involucrada.

## Reproducción

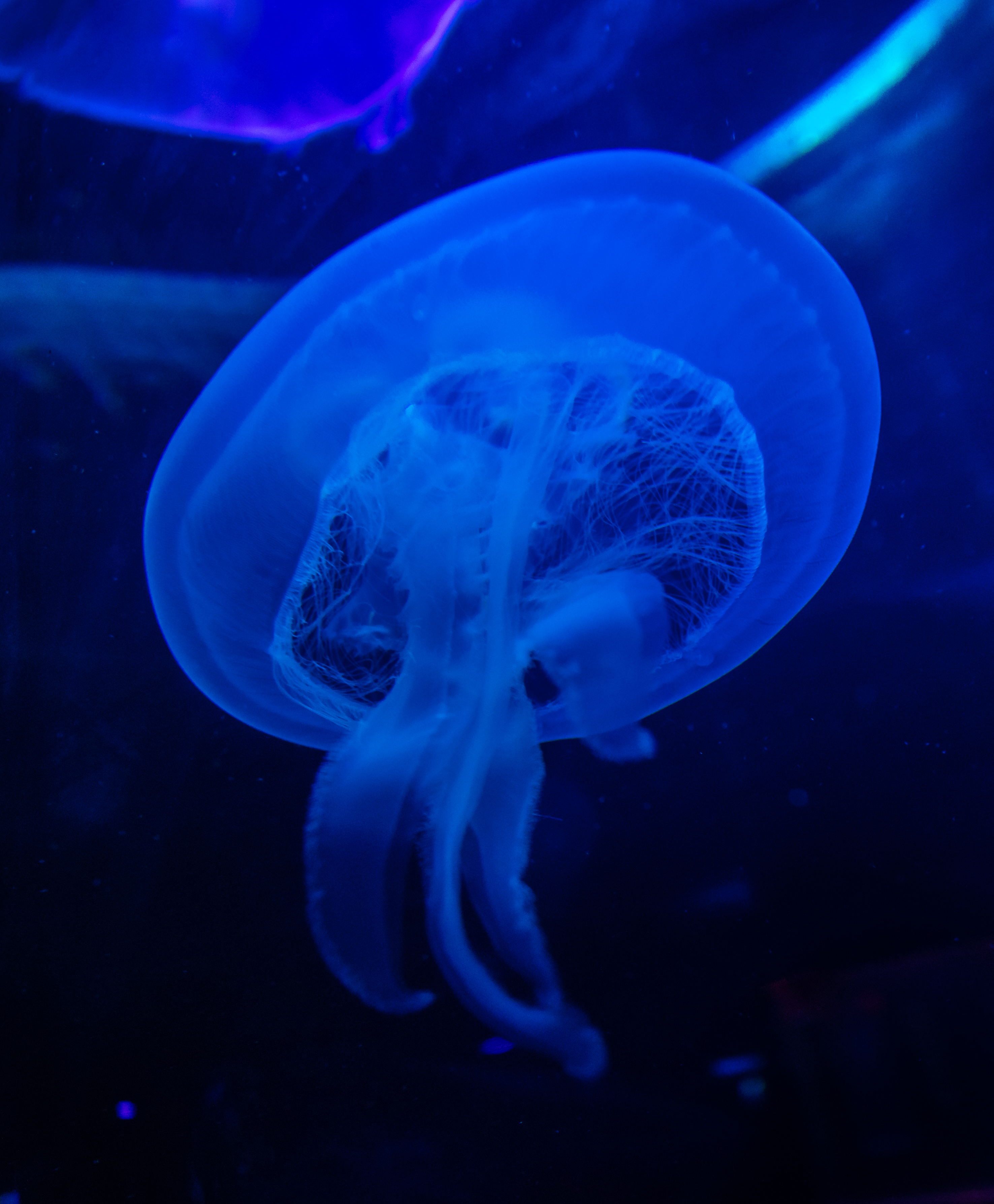
Ejemplar en el acuario de Ciudad del Cabo.

Se reproducen tanto sexual como asexualmente, y por fecundación interna. Alcanzan su madurez sexual comúnmente en primavera y  verano.
La reproducción sexual tiene lugar mediante la unión de gametos, posteriormente los huevos se desarrollan en las gónadas, las cuales se encuentran ubicadas en las bolsas formadas por los brazos orales, en la parte inferior del estómago. Después de que los huevos se han convertido en larvas, estas nadan libremente, adhiriéndose a sustratos duros y desarrollándose en pequeños animales sésiles (Scyphistomae), los cuales se reproducen asexualmente, y se alimentan de plancton hasta lograr alcanzar su madurez sexual, lo que demora aproximadamente tres meses.
Existe dimorfismo sexual entre machos y hembras, y no hay cuidado parental.

## Alimentación
Se alimentan principalmente de plancton y otros pequeños invertebrados como poliquetos, protozoos, diatomeas y ctenóforos.

## Distribución y hábitat
Se encuentran por lo general en aguas costeras de todas las zonas, lagos y lagunas costeras de arrecifes, principalmente en aguas con bajas concentraciones de sal.  La temperatura óptima para estos animales oscila entre los 9 y 19 °C, sin embargo se pueden encontrar también en aguas cálidas.

## Observaciones
Es inofensiva para el ser humano.